# Jurgen Themen
Jurgen Themen (Paramaribo, 26 oktober 1985) is een Surinaamse atleet, die zich heeft toegelegd op de sprint. Hij nam driemaal deel aan de Olympische Spelen, maar won hierbij geen medailles.

## Carrière
Tijdens de wereldkampioenschappen van 2007 in Osaka (Japan) liep hij de 100 m in 10,96 s en in mei 2008 verbeterde hij zijn persoonlijk record op deze afstand naar 10,71 tijdens een wedstrijd in Port-of-Spain.
Themen maakte samen met de atlete Kirsten Nieuwendam en de zwemmers Chinyere Pigot en Gordon Touw Ngie Tjouw deel uit van het Surinaams olympisch team voor de Olympische Zomerspelen van 2008 in Peking (China). In Peking sneuvelde hij in de series van de 100 m, ondanks een persoonlijk record van 10,61.
In 2009, bij de wereldkampioenschappen in Berlijn, presteerde Themen niet goed, hij werd zesde in zijn serie in een voor hem matige tijd van 11,24 s. Twee jaar later bij hetzelfde kampioenschap in Daegu liep hij sneller: hij kwam tot 10,77 s. Dat was echter niet genoeg om verder te komen dan de bij dat toernooi ingevoerde preliminaries.
Jurgen Themen verbeterde in 2012 zijn persoonlijke record tot 10,38. Hij maakte daardoor dat jaar wederom deel uit van de Surinaamse olympische delegatie. Hij won zijn serie van de preliminaries ruim in 10,55 en ging door naar de series. Uiteindelijk werd hij zesde in zijn serie in een iets snellere tijd van 10,53. Vier jaar later vertegenwoordigde hij zijn land opnieuw bij de Spelen en opnieuw sneuvelde hij op de 100 m in de series.

## Persoonlijke records
| Onderdeel | Prestatie | Datum         | Plaats        |
| --------- | --------- | ------------- | ------------- |
| 100 m     | 10,38 s   | 29 april 2012 | Port-of-Spain |
| 200 m     | 21,42 s   | 18 mei 2008   | Port-of-Spain |

## Palmares

### 100 m
- 2007: 25e Pan-Amerikaanse Spelen - 11,13 s
- 2007: 47e WK - 10,96 s
- 2008: 54e OS - 10,61 s
- 2009: 8e Zuid-Amerikaanse kamp. - 10,77 s
- 2009: 75e WK - 11,24 s
- 2011: 23e Centraal-Amerikaanse en Caraïbische kamp. - 10,99 s
- 2011: 40e Universiade - 10,87 s
- 2011: 49e WK - 10,94 s
- 2011: 31e Pan-Amerikaanse Spelen - 10,60 s
- 2012: 44e OS - 10,53 s
- 2016: 8e in serie OS - 10,47 s

### 200 m
- 2011: 42e Universiade - 22,14 s